# Avelino García Ferradal
Avelino García Ferradal, né le 14 novembre 1960, est un homme politique espagnol membre du Parti populaire (PP).

## Biographie

### Vie privée
Il est marié et père d'une fille et un fils.

### Profession
Il est professeur de l'enseignement secondaire.

### Activités politiques
Il est maire de A Rúa de 2011 à 2015.
Le 28 janvier 2017, il devient sénateur pour Ourense au Sénat.